# Casbia felix
Casbia felix là một loài bướm đêm trong họ Geometridae.